# Народна библиотека „Просвјета” у Рудом
Народна библиотека „Просвјета“ у Рудом представља културну установу са дугодишњом традицијом на простору општине Рудо као значајн фактор у култури и образовању на овим просторима. Библиотека се налази у улици Трг Слободе бр. 1 и представља стуб културе на овим просторима који почињу још давне 1939. године кроз постојање читаонице и књижнице. Дјелује у оквиру библиотечке мреже, на подручју које покрива матична библиотека у Фочи.

## Историјат
Почетак организованог рада са књигама на овом простору се везује за рад „Читаоница и књижница Соколске чете Соколовићи“ у првим годинама двадесетог вијека. У низу година свог постојања, Библиотека је често мијењала статус и просторије рада, а садашњи назив и статус самосталне установе званично је добила 2011. године.
Библиотека у Рудом има релативно дугу традицију, а њено постојање забиљежено је у документима 1939. године, као „Читаоница и књижница Соколске чете Соколовићи“ у Рудом. Велику заслугу за њено отварање и рад, између осталих имао је прота Славко Поповић, тадашњи руђански парох.
Рад библиотеке и читаонице обновљен је 1960. године у оквиру Дома културе у Рудом. Тадашња библиотека била је смјештена у бившем Соколском дому „Свети Сава“, који је срушен 1971. године, када је на његовим темељима саграђен садашњи Дом културе у којем је смјештена и библиотека са читаоницом.У том периоду изузетан допринос у раду библиотеке дала је библиотекарка Жарка Мићовић.
ЈУ Народна библиотека „Просвјета“ регистрована је 2011. године, а под именом Народна библиотека „Просвјета“ , издвојена је из бившег „Дома културе, сада Центра за културно-просвјетну дјелатност јула мјесеца 1998. ЈУ Народна библиотека „Просвјета“ данас располаже са књижним фондом од око 24 000 књига, али нажалост нема адекватан читаонички простор.
У Народној библиотеци „Просвјета“ у Рудом одржана је креативна радионица поводом Дана књиге за дјецу предшколског узраста и ученике нижих разреда Основне школе „Рудо“. На креативној радионици, коју су организовали заједно Народна библиотека „Просвјета“ и Драмска секција Центра за културно просвјетну дјелатност „Просвјета“ поводом Дана књиге, дјеца су упозната о књигама намијењеним њиховом узрасту, уз мноштво других садржаја, као што су цртање, читање и гледање анимираних филмова..
Посебну вриједност у књижном фонду библиотеке представља завичајна збирка књига, која је и дигитализована. Неки од наслова су: Рудо кроз вјекове коју је припремио Предраг Кастратовић,
у издаваштву НБ „Просвјета“, Записи старог руђанина 5 коју је припремио Драгољуб Мићовић, Записи старог руђанина 4, Кад Рудо лиром заруди коју је припремио Драган М. Папоњак, и многи други наслови.
Поред завичајне збирке може се наћи и часопис „Видици“, и то у више бројева.